# Sathrophylliopsis longepilosa
Sathrophylliopsis longepilosa är en insektsart som först beskrevs av Brunner von Wattenwyl 1895.  Sathrophylliopsis longepilosa ingår i släktet Sathrophylliopsis och familjen vårtbitare. Inga underarter finns listade i Catalogue of Life.